# Juan Camilo Mesa
Juan Camilo Mesa (Cúcuta, Norte de Santander, Colombia, 23 de febrero de 1998) es un futbolista colombiano. Juega como defensa o mediocampista y actualmente milita en el Drita de la Superliga de Kosovo.

## Selección nacional

### Categoría inferiores
Colombia Sub-23
En agosto de 2019 el director técnico de la selección sub-23 Arturo Reyes incluye al jugador Juan Camilo Mesa a los 20 convocados para los partidos amistosos de preparación frente a las selecciones sub-23 de Brasil y Argentina, para el torneo preolímpico a disputarse en Colombia en el 2020.

## Clubes
| Club                 | País     | Año         |
| -------------------- | -------- | ----------- |
| Atlético Bucaramanga | Colombia | 2017        |
| América de Cali      | Colombia | 2018 - 2020 |
| HNK Šibenik (cesión) | Croacia  | 2020 - 2023 |
| Dinamo Tirana        | Albania  | 2023        |
| Drita                | Kosovo   | 2024 - Act. |

## Estadísticas
| Club                            | Div.                | Temporada           | Liga  | Liga  | Copa Nacional | Copa Nacional | Copa Internacional | Copa Internacional | Total | Total |
| Club                            | Div.                | Temporada           | Part. | Goles | Part.         | Goles         | Part.              | Goles              | Part. | Goles |
| ------------------------------- | ------------------- | ------------------- | ----- | ----- | ------------- | ------------- | ------------------ | ------------------ | ----- | ----- |
| Atlético Bucaramanga · Colombia | 1.ª                 | 2017                | 2     | 0     | 4             | 0             | -                  | -                  | 6     | 0     |
| Atlético Bucaramanga · Colombia | Total               | Total               | 2     | 0     | 4             | 0             | -                  | -                  | 6     | 0     |
| América de Cali · Colombia      | 1.ª                 | 2018                | 1     | 0     | 0             | 0             | -                  | -                  | 1     | 0     |
| América de Cali · Colombia      | 1.ª                 | 2019                | 8     | 0     | 7             | 0             | -                  | -                  | 15    | 0     |
| América de Cali · Colombia      | Total               | Total               | 11    | 0     | 11            | 0             | -                  | -                  | 22    | 0     |
| Total en su carrera             | Total en su carrera | Total en su carrera | 11    | 0     | 11            | 0             | 1                  | 1                  | 23    | 1     |

## Palmarés

### Campeonatos nacionales
| Título              | Club            | País     | Año  |
| ------------------- | --------------- | -------- | ---- |
| Torneo Finalización | América de Cali | Colombia | 2019 |